# Haltestelle Wien Rennweg
Die Haltestelle Wien Rennweg ist ein Verkehrsknotenpunkt im 3. Wiener Gemeindebezirk Landstraße. Sie liegt an der Einmündung der Aspangbahn in die Stammstrecke der S-Bahn Wien.

## Lage
Die Haltestelle befindet sich im Einschnitt des ehemaligen Wiener Neustädter Kanals unter der Straßenkreuzung des namensgebenden Rennweg mit der Ungargasse bzw. Fasangasse, im Zuge deren sich auch die Straßenbahnlinien O (Nordbahnviertel–Raxstraße) und 71 (Schottenring–Kaiserebersdorf) kreuzen. Die Autobuslinie 77A hat hier ihre Endstation.

## Geschichte

### Vorgeschichte
Während der ersten Hälfte des 19. Jahrhunderts befand sich an der Stelle der heutigen Haltestelle Rennweg die so genannte Weberschleuse des Wiener Neustädter Kanals knapp vor der Brücke, die im Verlauf des Rennwegs den Kanal überquerte. Nachdem 1849 der Wiener Kanalhafen in den Bereich des späteren Aspangbahnhofs verlegt worden war, erfolgte nach und nach die Umgestaltung des stillgelegten Kanalbetts zum Bahnkörper.

### Erste Haltestelle

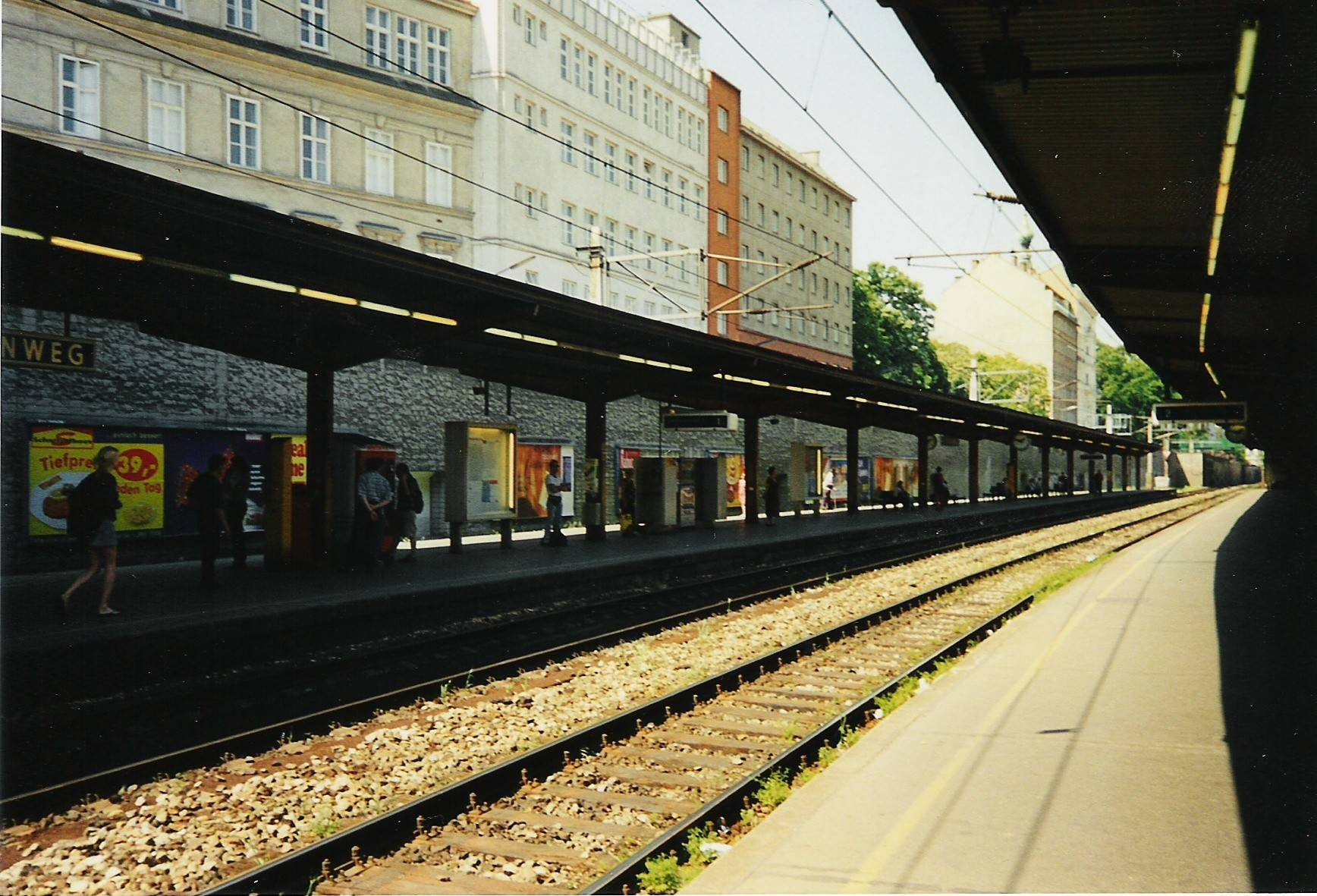
Bahnhof Rennweg vor dem Umbau

Die erste Station Rennweg wurde 1883 im Zuge der Verbindungsbahn errichtet und wurde bis 1943 von Personenzügen befahren. Von 1898 bis 1918 gehörte sie ferner zum äußeren Netz der Wiener Stadtbahn. Im Zweiten Weltkrieg wurde die Verbindungsbahn schwer in Mitleidenschaft gezogen und die Haltestelle musste 1945 abgetragen werden.

### Zweite Haltestelle

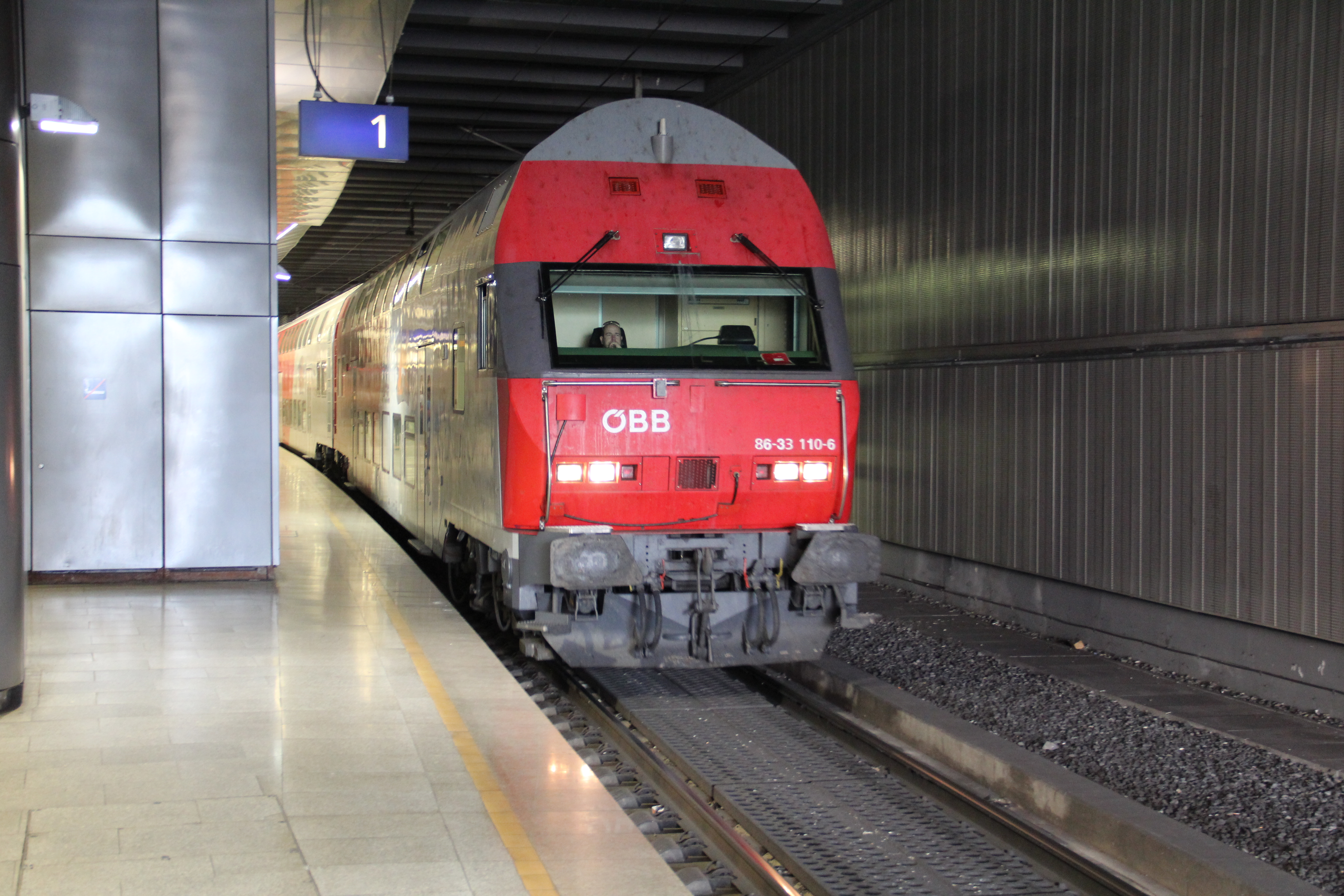
Regionalzug in Wien Rennweg

Im Zuge der Einführung der Schnellbahn in Wien wurde beschlossen, eine neue Haltestelle Rennweg zu errichten, welche am 23. Mai 1971 eröffnet werden konnte. Als Folge daraus wurde der Aspangbahnhof 1977 abgetragen. Die neue Haltestelle Rennweg bestand aus einem Seiten- und einem Mittelbahnsteig. Letzterer wurde jedoch niemals als solcher benutzt, da ein drittes Gleis nie verlegt wurde.

### Dritte Haltestelle
Zwischen 2000 und 2002 wurde die Flughafenschnellbahn ab der Abzweigung von der S-Bahn-Stammstrecke bis zum Flughafen Wien-Schwechat zweigleisig ausgebaut, um einen 15‑Minuten-Takt zwischen dem Stadtzentrum und dem Flughafen zu ermöglichen. Dieser wurde später in Form des City Airport Trains geschaffen, welcher allerdings nicht am Rennweg hält.
Zugleich wurde auch der Bahnhof Rennweg komplett umgebaut. Anstelle der bisherigen Seitenbahnsteige wurden ein Mittelbahnsteig und barrierefreie Zugänge errichtet. Auch wurde ein unterirdisches Überwerfungsbauwerk zum Einfädeln der vom Flughafen kommenden Züge auf die Stammstrecke installiert und über den Bahnsteigen ein Einkaufs-, Gastronomie- und Bürozentrum angelegt. Die Station Rennweg war bedingt durch die Bauarbeiten zwischen 2001 und 2002 für 16 Monate aufgelassen und war nach der Wiedereröffnung eine der ersten Wiener S-Bahn-Stationen im neuen Design. Sie verfügt über einen Mittelbahnsteig mit zwei je 160 m langen Bahnsteigkanten.
Im Zuge von Bauarbeiten entlang der gesamten Stammstrecke sollen von 2025 bis 2027 die Bahnsteige auf 220 Meter verlängert werden. Die Zugänge werden baulich angepasst, die Rampe zur Rechten Bahngasse wird durch einen Aufzug ersetzt.

## U-Bahn-Anbindung
Bereits bei der zweiten Station wurde an eine mögliche Anbindung an das U-Bahn-Netz gedacht und ein Abgang in Richtung der geplanten U-Bahn-Station errichtet. Diese wurde jedoch wieder zugeschüttet, da diese Pläne nicht umgesetzt wurden.
Im Jahr 2007 beschlossenen U-Bahn-Paket war eine Verlängerung der U-Bahn-Linie U2 vom Karlsplatz zur Gudrunstraße mit Station am Rennweg vorgesehen. Da 2014 das Ausbaupaket jedoch in das Linienkreuz U2/U5 geändert wurde, könnte eine U-Bahn-Anbindung der Station Rennweg ab 2030 stattdessen durch die Linie U5 erfolgen.

## Linien
| Linie | Verlauf |
| ----- | --- |
| R REX | Regionalzüge und Regionalexpresszüge nach Payerbach-Reichenau, Břeclav, Znojmo, Wiener Neustadt Hbf, Laa an der Thaya und Wolfsthal. |
| S1    | Wien Meidling – Wien Matzleinsdorfer Platz – Wien Hauptbahnhof 1-2 – Wien Quartier Belvedere – Wien Rennweg – Wien Mitte – Wien Praterstern – Wien Traisengasse – Wien Handelskai – Wien Floridsdorf – Gänserndorf – Marchegg |
| S2    | Mödling – Wien Meidling – Wien Matzleinsdorfer Platz – Wien Hauptbahnhof 1-2 – Wien Quartier Belvedere – Wien Rennweg – Wien Mitte – Wien Praterstern – Wien Traisengasse – Wien Handelskai – Wien Floridsdorf – Wolkersdorf – Mistelbach (– Laa an der Thaya) |
| S3    | Wiener Neustadt Hbf – Baden – Wien Meidling – Wien Matzleinsdorfer Platz – Wien Hauptbahnhof 1-2 – Wien Quartier Belvedere – Wien Rennweg – Wien Mitte – Wien Praterstern – Wien Traisengasse – Wien Handelskai – Wien Floridsdorf – Stockerau – Hollabrunn |
| S4    | Wiener Neustadt Hbf – Baden – Wien Meidling – Wien Matzleinsdorfer Platz – Wien Hauptbahnhof 1-2 – Wien Quartier Belvedere – Wien Rennweg – Wien Mitte – Wien Praterstern – Wien Traisengasse – Wien Handelskai – Wien Floridsdorf – Stockerau – Absdorf-Hippersdorf (– Tulln Stadt – Tullnerfeld) |
| S7    | (Laa an der Thaya –) Mistelbach – Wolkersdorf – Wien Floridsdorf – Wien Handelskai – Wien Traisengasse – Wien Praterstern – Wien Mitte – Wien Rennweg – Wien St. Marx – Wien Geiselbergstraße – Wien Zentralfriedhof – Wien Kaiserebersdorf – Schwechat – Mannswörth – Flughafen Wien – Fischamend – Maria Ellend a.d. Donau – Haslau – Regelsbrunn – Wildungsmauer – Petronell-Carnuntum – Bad Deutsch-Altenburg – Hainburg a.d. Donau Kulturfabrik – Hainburg a.d. Donau Personenbahnhof – Hainburg a.d. Donau Ungartor – Wolfsthal |
| O     | Raxstraße/Rudolfshügelgasse – Hauptbahnhof – Quartier Belvedere – Rennweg – Landstraße – Wien Mitte – Praterstern – Bruno-Marek-Allee |
| 71    | Schottenring – Schottentor – Ring, Volkstheater – Oper, Karlsplatz – Rennweg – Sankt Marx – Zippererstraße – Enkplatz, Grillgasse – Simmering – Kaiserebersdorf, Zinnergasse |
| 77A   | Rennweg – Kardinal-Nagl-Platz – Schlachthausgasse – Stadion – Donaumarina – Praterkai – Gärtnerstraße |
| N71   | Alser Str., Skodagasse – Neubaugasse – Pilgramgasse – Oper, Karlsplatz – Rennweg – Zippererstraße – Enkplatz/Grillgasse – Simmering – Schloss Neugebäude – Svetelskystraße |